# غرانت هولمز
غرانت هولمز (بالإنجليزية: Grant Holmes)‏ هو لاعب كرة قاعدة أمريكي، ولد في 22 مارس 1996 في كونواي في الولايات المتحدة.

## وصلات خارجية
- غرانت هولمز على موقع دوري كرة القاعدة الرئيسي (الإنجليزية)
- غرانت هولمز على موقعبيزبول رفرنس.كوم (الدوري الثانوي) (الإنجليزية)
- غرانت هولمز على موقع إي إس بي إن.كوم (أم.أل.بي) (الإنجليزية)

لم يتم العثور على روابط لمواقع التواصل الاجتماعي.